# Horst Freiherr von Luttitz
Ernst Hugo Alexander Horst Freiherr von Luttitz, Pseudonym Walter Klenck (* 17. Juni 1917 in Oschatz; † nach 2010) war ein deutscher Marineoffizier der Kriegsmarine, zuletzt Kapitänleutnant, Torpedobootkommandant und Romanautor. Er verwaltete den Nachlass von Oskar Kusch.

## Leben
Luttitz wurde 1917 im sächsischen Oschatz geboren. Seine Mutter Frieda-Marie (* 1892) war väterlicherseits eine Enkelin des Grafen August Wilding von Königsbrück., sein Großvater war der Generalmajor Horst von Luttitz. Eine seiner Schwestern war die Schriftstellerin Marie-Luise von Luttitz und sein Schwager der Politiker Otto Bernhard. Später wurde er Herr des Gutes Niederaltenburg.
Am 30. Oktober 1946 heiratete er Marie-Elisabeth von Tschammer und Osten (* 1919), eine Tochter von Eckart von Tschammer und Osten.

### Zweiter Weltkrieg
Horst Freiherr von Luttitz gehörte der Crew 37a (auch als Crew IV/37 bezeichnet) mit Einstellungsjahrgang 1. April 1937 an. Wie in diesem Zeitraum üblich wurde ein Teil der Crewmitglieder nach Ende der Ausbildung zur Luftwaffe abkommandiert. Daher diente er ab Mitte 1939 in der Luftwaffe als Pilot und Bomberkommandant. U. a. beim Luftangriff The Blitz nahm er Pervitin. Im Rahmen der 2010 in der Arte ausgestrahlten Fernsehdokumentation Schlaflos im Krieg und nochmals 2014 im MDR als Die Wunderpille der Wehrmacht ausgestrahlt berichtete er über seine Erfahrungen mit der Droge.
Ab Juli 1942 diente er bis Januar 1943 als 1. Wachoffizier auf dem Torpedoboot Jaguar und wurde anschließend mit Unterbrechungen bis September 1943 dessen Kommandant. Von September 1943 bis Februar 1944 führte er das Torpedoboot T 5. Von März 1944 bis zum Untergang durch einen Torpedotreffer am 23. Mai 1944 war er Kommandant der Greif, welches u. a. im Ärmelkanal operiert hatte. In dieser Position wurde er am 1. April 1944 vom Oberleutnant zur See zum Kapitänleutnant befördert. Ab August 1944 übernahm er das Kommando des neu in Dienst gestellten Torpedoboots T 34, welches aber bereits am 20. November 1944 durch eine vom sowjetischen U-Boot L-3 gelegten Seemine vor Kap Arkona versenkt wurde. Anschließend war er bis zum Kriegsende Kommandant des Torpedoboots T 19 mit welchem er kurz vor Kriegsende an einer Evakuierungsmission von Flüchtlingen von der Halbinsel Hela nach Kopenhagen teilnahm.

### Nachkriegszeit
Horst von Luttitz war ein enger Freund von Oskar Kusch. Eine Aussage von von Luttitz zu Kuschs Verhalten ist überliefert:
„Er war nicht bereit, Wahrheit gegen Lüge zu tauschen!“
Von Luttitz behielt nach der Erschießung von Kusch Teile des Nachlasses und später auch den Nachlass von Kusch’ Vater Oskarheinz Kusch. Aus diesem wurden später u. a. Zeichnungen aus der Gefängniszeit von Kusch öffentlich ausgestellt. Weitere Zeichnungen wurden durch von Luttitz unter dem Pseudonym Walter Klenck 1987 in einem Roman veröffentlicht.  Darin schildert er die eigenen Kriegserlebnisse seiner Luftwaffen- und Marinezeit (im Roman als Graf Torra) und die seines Freundes und Crewkameraden Kusch (im Roman als Oskar Burk) einschließlich der Ereignisse, welche sich aus dem Urteil der Wehrkraftzersetzung ergaben. Dieser Roman ist in der geschichtlichen Betrachtung zentral mit dem Fall Kusch als Widerstand gegen das NS-Regime verbunden und international beachtet. Von fünf über Veröffentlichungen dokumentierten Zeichnungen aus dem von von Luttitz verwalteten Nachlass, ist Erschießung (ein Erschießungskommando trifft eine im Vordergrund des Bildes stehende Person, Mai 1944) als Motiv z. B. als Buchcover bei Heinrich Walle oder in der u. g. Ausstellung bekannt. Die ebenfalls aus dem Nachlass kommende Zeichnung Die Schachspieler wurde u. a. 1949 in den Aachener Nachrichten und 1957 in einem Buch veröffentlicht.
Ebenfalls im Nachlass, welcher Horst von Luttitz besaß, waren die Unterlagen des Vaters über dessen Versuche, die Richter seines Sohnes vor Gericht zu stellen und eine Rehabilitation zu erreichen. Der Nachlass wurde auch später der Öffentlichkeit zugänglich gemacht, z. B. für die Erstellung der Wanderausstellung „Was damals Recht war …“ Soldaten und Zivilisten vor Gerichten der Wehrmacht der Stiftung Denkmal für die ermordeten Juden Europas, wobei der größte Teil der Exponate zu Oskar Kusch aus dem von von Luttitz verwalteten Nachlass stammen.
Inwieweit er auch der Autor der Bücher Enten und Gänse halten (Ulmer, 1987) oder Lieber Mitmensch: Briefe an alle (C. A. Starke, 1997) ist, ließ sich noch nicht zweifelsfrei feststellen. Allerdings ist bekannt, dass von Luttitz die Wirtschaft des Gutes Niederaltenburg von Kuhhaltung auf Entenzucht umstellte. Sein Sohn, der Diplom-Volkswirt Horst Eckart Freiherr von Luttitz (* 1947; Ehemann von Uschi Dämmrich von Luttitz), wurde in den Medien als Entenbaron bezeichnet.

## Werk
- als Walter Klenck: Wer das Schwert nimmt: Erleben im Luft- und Seekrieg, 1940–1945. Universitas, 1987 (in weiterer Auflage: 1993) und bei Ullstein 1989, 1991.